# 天然桥 (阿拉巴马州)
天然桥（英文：Natural Bridge），是美国阿拉巴马州下属的一座城市。面积约为0.43平方英里（约合1.12平方公里）。根据2010年美国人口普查，该市有人口37人，人口密度为85.25/平方英里（约合33.04/平方公里）。